# Нерчинский острог
Нерчинский острог — русская крепость на реке Нерче, ставшая предшественницей города Нерчинска Забайкальского края.

## История
Первое оборонительное сооружение возникло в 1653 году во время похода Петра Бекетова напротив устья Нерчи на правом берегу реки Шилки и получило название Шилкский острожек, однако он был сожжён тунгусами в 1656 году. Однако русское правительство было решительно настроено на закрепление в Даурии и уже в 1658 году чуть выше устья Нерчи на её левом берегу был поставлен Нерчинский острог. Для этого по рекам Ингоде и Шилке было сплавлено необходимое количество леса. Непосредственным участником этой акции был протопоп Аввакум, упоминавший о ней в своём «Житии». Из заготовленного леса были построены острожная стена, башни и жилые дома. Строительство церкви, которое также было в плане у воеводы Афанасия Пашкова, из-за потерь леса во время сплава по быстрым сибирским рекам, пришлось на первом этапе отложить. Тыновые стены сверху были укреплены обламами и крыты тёсом.
В 1675 году через Нерчинск проезжал русский посол в Китай Николай Спафарий, сообщавший что в остроге находится около 200 служилых людей, не считая промышленных. Также к этому моменту была возведена церковь Воскресения Христова.
В 1689 году обветшавший Нерчинский острог осаждался маньчжурами, с которыми проводились переговоры. Находящимся здесь Фёдором Головиным в кратчайшие сроки были предприняты действия по усилению острога. 26 августа 1689 года был подписан Нерчинский договор, позволивший избежать боевых действий. После его подписания стрельцы Головина коренным образом перестроили Нерчинский острог. Всего он насчитывал восемь башен, из которых четыре были проездными и четыре глухими, стены были, однако, не крытыми. Главная башня называлась Спасской и располагалась на северной стороне с выходом на посад. Названия других проездных башен — Ильинская (восточная), Успенская (южная) и Богоявленская (западная). Крепость имела форму неправильного прямоугольника и была срублена из городен. Высота стен составляла три сажени (около 6,5 м).
В последующие годы Нерчинск становится ключевым пунктом караванной торговли с Китаем. Это обусловило наличие ограждённой пристройки к острогу, в которой находился гостиный двор, что отображено на карте Ремезова. Одна из известных гравюр Нерчинска авторства Эверта Избранта Идеса была издана в 1704 году. Одну из башен к тому времени подмыло водой и вместо неё была построена другая башня, что уменьшило длину стен и площадь острога. В крепости находились воеводский двор, канцелярия, каменный пороховой погреб, цейхгауз, караул, магазины, артиллерийский сарай и другие помещения.

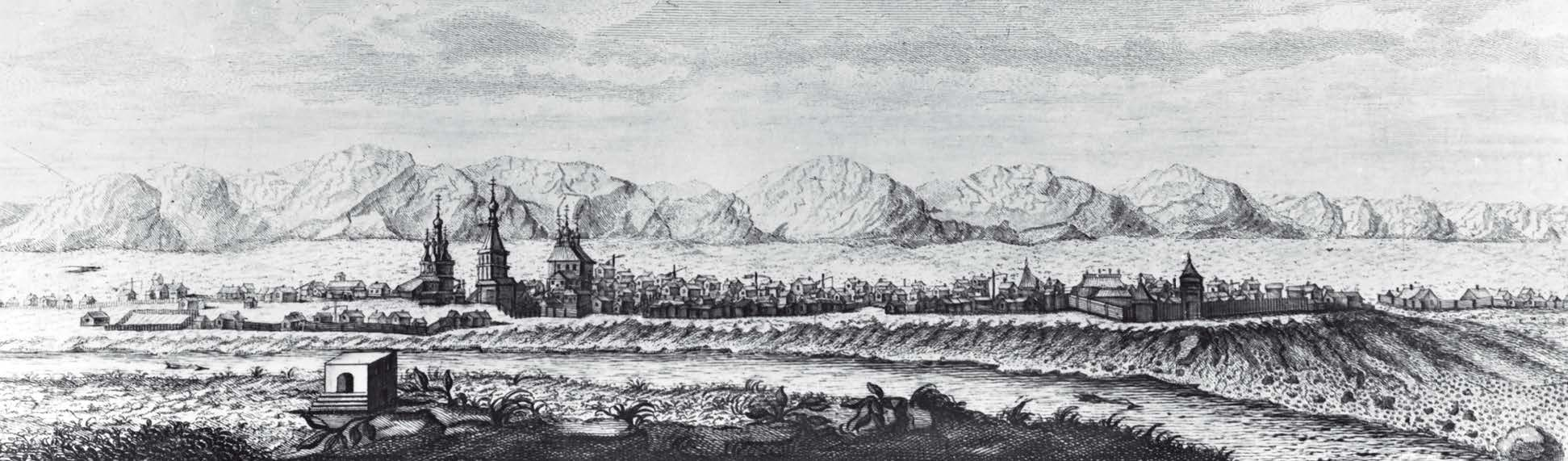
Вид Нерчинска в 1735 году

К 1726 году Нерчинский острог или, как его ещё называли, Нерчинский город ответшал, в связи с чем к северу от него была построена новая крепость, в целом сохранившая объёмно-планировочные решения острога 1689 года постройки. В наше время место обеих крепостей относится к селу Михайловка, тогда как город Нерчинск расположен в нескольких километрах выше по течению Нерчи. Он был перенесён на современное место в 1812 году из-за частых наводнений.